# Liber Ignium
El Liber Ignium ad Comburendos Hostes (traducido como Libro del fuego para Conflagrar al Enemigo, o Libro del fuego para Quemar a los Enemigos, y abreviado como Libro del Fuego) es una colección medieval de recetas para armas incendiarias, incluyendo la pólvora y el fuego griego, escrito en latín y presuntamente escrito por un tal Marcus Graecus ("Marco el griego")— la existencia del cual es debatida por los estudiosos. El trabajo ha sido sometido a numerosos estudios académicos, y con conclusiones contradictorias en cuanto a su origen y a la influencia sobre sus contemporáneos.
Uno de los estudios más influyentes del Liber Ignium fue conducido por Marcellin Berthelot; y es todavía citado en los trabajos actuales sobre el tema de los siglos XX y XXI.

## Orígenes e influencia en coetáneos
El origen griego bizantino pre-milenario del texto ha sido rechazado por los estudiosos, que lo datan a finales del siglo XIII. El estudio del texto ha sugerido que fue traducido originalmente del árabe, posiblemente por una persona de la España árabe.
La influencia que el Liber Ignium tuvo sobre Roger Bacon y Albertus Magnus ha sido objeto de debate. Los primeros estudiosos como el científico del siglo XVIII Johann Beckmann creían que ambos personajes lo habían leído y citado, pero otros han afirmado que los tres están basados en una fuente común. Iqtidar Alam Khan escribió que mientras que los contenidos del  Liber Ignium se pueden rastrear hasta los textos árabes y chinos, el trabajo de Bacon parece representar una tradición paralela, sobre todo porque las fórmulas desencriptadas de los textos de Bacon contienen considerablemente menos nitrato.